# Sceaux (Yonne)
Pour les articles homonymes, voir Sceaux.
Sceaux est une ancienne commune française située dans le département de l'Yonne en région Bourgogne-Franche-Comté. Le 1er janvier 2019, elle devient commune déléguée de Guillon-Terre-Plaine.
Ses habitants sont appelés les Séen(ne)s.

## Géographie
La commune de Sceaux présente la particularité d'avoir un village-centre moins peuplé que l'un des hameaux : le hameau de Maison-Dieu compte près de deux fois plus d'habitants que Sceaux. C'est à Maison-Dieu que se trouve la mairie de Sceaux. 
La commune comporte un autre hameau, Le Vellerot.
Elle est traversée par l'autoroute A6 et accueille l'aire de Maison-Dieu, entre les sorties 22 - Avallon et 23 - Bierre - Semur-en-Auxois

## Histoire
Le village apparaît dans les textes au XIIe siècle, sous le nom de Selliacum. Puis Saulx-sous-Montréal, encore en 1865.
Au XIIe siècle, l'église fut donnée au chapitre de Montréal. En 1237, Guy II Besors, seigneur de Villarnoult, donna six sextiers de froment par testament à l'abbaye de Reigny sur sa terre de Saulx-sous-Montréal.
En 1380, la seigneurie de Sceaux appartenait à la famille Jaucourt, seigneur de Villarnoult.
Par un arrêté préfectoral du 24 décembre 2018, la commune se regroupe avec Cisery, Guillon, Trévilly et Vignes pour former la commune nouvelle de Guillon-Terre-Plaine au 1er janvier 2019.

## Politique et administration
| Période    | Période | Identité       | Étiquette | Qualité |
| ---------- | ------- | -------------- | --------- | ------- |
|            |         |                |           |         |
| avant 2006 |         | Armande Baland |           |         |

## Démographie
L'évolution du nombre d'habitants est connue à travers les recensements de la population effectués dans la commune depuis 1793. Pour les communes de moins de 10 000 habitants, une enquête de recensement portant sur toute la population est réalisée tous les cinq ans, les populations de référence des années intermédiaires étant quant à elles estimées par interpolation ou extrapolation. Pour la commune, le premier recensement exhaustif entrant dans le cadre du nouveau dispositif a été réalisé en 2005.

En 2016, la commune comptait 130 habitants, en évolution de −3,7 % par rapport à 2010 (Yonne : −1,95 %, France hors Mayotte : +2,11 %).
| 1793 | 1800 | 1806 | 1821 | 1831 | 1836 | 1841 | 1846 | 1851 |
| ---- | ---- | ---- | ---- | ---- | ---- | ---- | ---- | ---- |
| 225  | 241  | 244  | 235  | 294  | 292  | 485  | 298  | 303  |

| 1856 | 1861 | 1866 | 1872 | 1876 | 1881 | 1886 | 1891 | 1896 |
| ---- | ---- | ---- | ---- | ---- | ---- | ---- | ---- | ---- |
| 293  | 302  | 303  | 283  | 282  | 270  | 277  | 265  | 246  |

| 1901 | 1906 | 1911 | 1921 | 1926 | 1931 | 1936 | 1946 | 1954 |
| ---- | ---- | ---- | ---- | ---- | ---- | ---- | ---- | ---- |
| 263  | 260  | 248  | 196  | 195  | 180  | 173  | 164  | 154  |

| 1962 | 1968 | 1975 | 1982 | 1990 | 1999 | 2005 | 2006 | 2010 |
| ---- | ---- | ---- | ---- | ---- | ---- | ---- | ---- | ---- |
| 148  | 144  | 143  | 126  | 154  | 136  | 145  | 145  | 135  |

| 2015 | 2016 | - | - | - | - | - | - | - |
| ---- | ---- | - | - | - | - | - | - | - |
| 131  | 130  | - | - | - | - | - | - | - |

## Lieux et monuments

### Sceaux
- Église Saint-Maurice

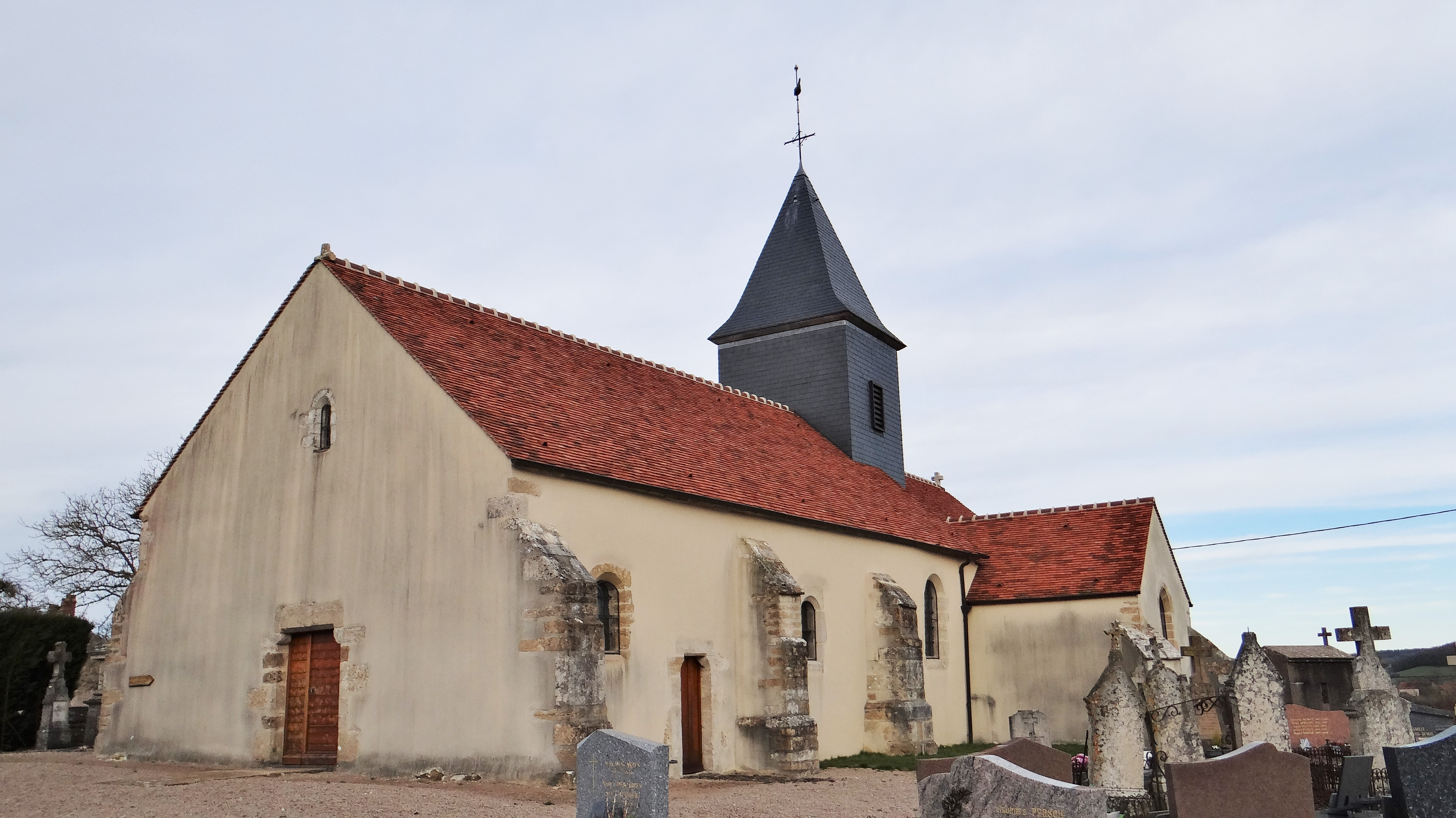

Elle fut fondée au XIIe siècle. Le chœur, avec ses voûtes d'ogives en pierre, date du XIIIe siècle. Dans une petite chapelle figure une inscription qui indique qu'elle fut bâtie en 1631, aux frais de Jean Mynard. L'église est entourée par le cimetière.
- lavoir, fermé au XIXe siècle

### Maison-Dieu
- Chapelle Sainte-Marguerite

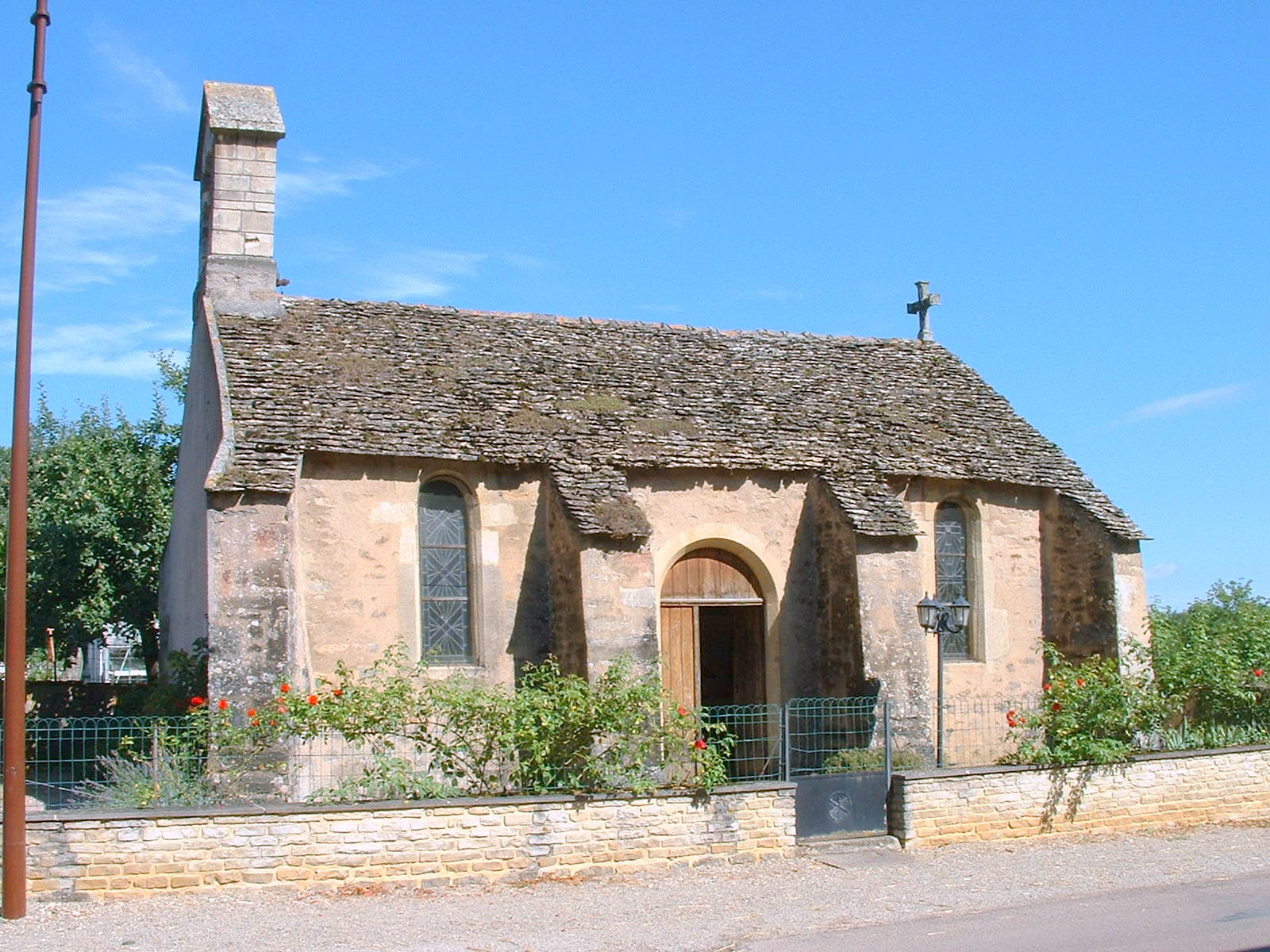

La chapelle actuelle n'est pas celle construite par Anséric, seigneur de Montréal, au XIIe siècle. Elle a été édifiée par Marguerite Mynard en 1670, et fut restaurée au début du XXe siècle.

## Personnalités liées à la commune
- Henri Sannejouand, né en 1887 et mort en 1969 à Avallon, où il s'était retiré. Oncle et parrain de l'artiste contemporain Jean-Michel Sanejouand.

Henri Sannejouand est issu d'une famille modeste, classée parmi les indigents dans les archives de la commune. Son père, Jean Michel Octave Sannejouand, est employé de chemin de fer et sa mère Eugénie Rouard, garde-barrière. Après des études primaires à Sceaux, il est recueilli vers 16 ans par son oncle à Lyon. 
Il débute dans la vie professionnelle chez Rivoire et Carré, à la comptabilité. C'est là qu'il est remarqué par M. Grillet, l'un des responsables de Rhône-Poulenc. Il entre dans le groupe et devait partir au Brésil lorsque la Première Guerre mondiale se déclenche. Mobilisé et envoyé au front, il est blessé et affecté chez Rhône-Poulenc qui contribue à l'effort de guerre. 
En 1919, il est envoyé au Brésil. En février 1920, il pose la première pierre de la compagnie "Quimica Rhodia Braséliera". Il est à l'origine de "Rodiacéta", Valère S.A." et "Comptoir Reclose Raion" dont il supervise les activités en devenant super-intendant. 
En 1949, est inaugurée à São Paulo, l'avenue (« avenida ») « Henri Sannejouand ». Le 8 avril 1969, à la célébration du cinquantenaire de l'usine Rhodia, la croix d'officier de la Légion d'honneur lui est remise par le consul de France.

## Pour approfondir